# Vetulonia (sito archeologico)
L'area archeologica di Vetulonia è situata nel territorio comunale di Castiglione della Pescaia, nei pressi della frazione di Vetulonia, e fu in gran parte portata alla luce da Isidoro Falchi, a cui è dedicato il museo di Vetulonia.

## Storia

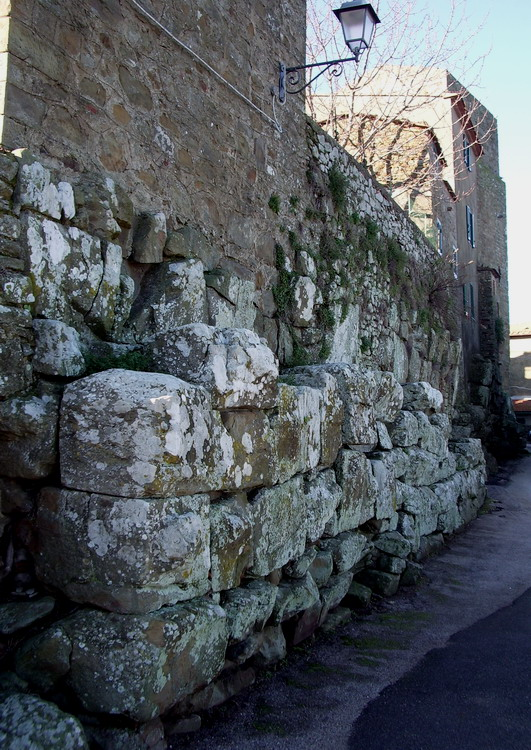
Tratto delle mura dell'Arce nel borgo di Vetulonia.

Il vasto sito archeologico è ciò che resta degli antichi insediamenti che si sono succeduti nel corso dei secoli e che hanno costituito le vestigia dell'attuale borgo di Vetulonia, che invece si caratterizza per un aspetto prevalentemente medievale.
Vetulonia, in latino Vatluna, era un agglomerato urbano situato su un colle che dominava la Piana di Grosseto, in parte occupata, in età preistorica, da un lago oggi scomparso (Lago Prile). Quest'ultimo permetteva l'accesso al Mar Tirreno prima che l'arretramento delle sue acque a partire dall'epoca romana, causato dai depositi alluvionali provenienti dai corsi d'acqua, portasse alla formazione di una palude priva di sbocco marino. 
I primi insediamenti risalgono al IX secolo a.C., insieme alle prime necropoli. Durante il VII secolo a.C. l'area divenne sede di sviluppo di una città più organizzata. Nel VI secolo a.C. Vetulonia si dotò di una forte cinta di mura in blocchi di calcare, mentre l'acropoli con i luoghi sacri si trovava poco più a nord-est, all'incrocio delle strade che salgono da Buriano e da Grilli. Il sistema difensivo delle mura dell'Arce fu costruito attorno all'intero abitato racchiudendo un'area di oltre 16 ettari al suo interno. Oggi non è facile seguire la cinta di queste mura distrutte con le guerre romane; di essa si sono conservati solo alcuni resti, mentre nel centro storico del borgo medievale se ne conserva un tratto, nella parte settentrionale, presso il quale venne eretta la fortificazione del Cassero Senese. 
La sfortuna di Vetulonia fu quella di dover competere con la vicina Roselle, fondata su un'altura oltre la piana, poco più a oriente. Le più facili comunicazioni col mare per mezzo del fiume Ombrone e la maggiore accessibilità degli scali su lago, congiunto con un canale navigabile con il Mar Tirreno probabilmente sul sito dell'attuale Castiglione della Pescaia, fecero sì che il commercio, un tempo molto fiorente a Vetulonia, andasse a vantaggio della sua rivale.
Vetulonia intraprendeva scambi commerciali sia con Roselle che con Populonia. Fino al V secolo a.C. conobbe un periodo di grande floridezza economica, a cui seguirono una temporanea crisi ed una ripresa durante il III secolo a.C., epoca in cui la città coniò una propria moneta, il cui simbolo, in cui appare un'ancora o dei delfini o un tridente, ricordava l'origine marittima della città.
La storia dei secoli successivi rimane tuttora incerta, fino alla ripresa di epoca altomedievale.
Verso la fine del XIX secolo il sito della città fu scoperto dall'archeologo italiano Isidoro Falchi. Per via dei radicali cambiamenti avvenuti durante i secoli nel territorio, ritrovare il punto esatto in cui sorgeva una costruzione si rivelò un'operazione difficoltosa. Tuttavia, ancor prima di Falchi, George Dennis, un console britannico in Toscana, aveva accennato a questo luogo in un suo libro, pubblicato nel 1848.

## Area archeologica

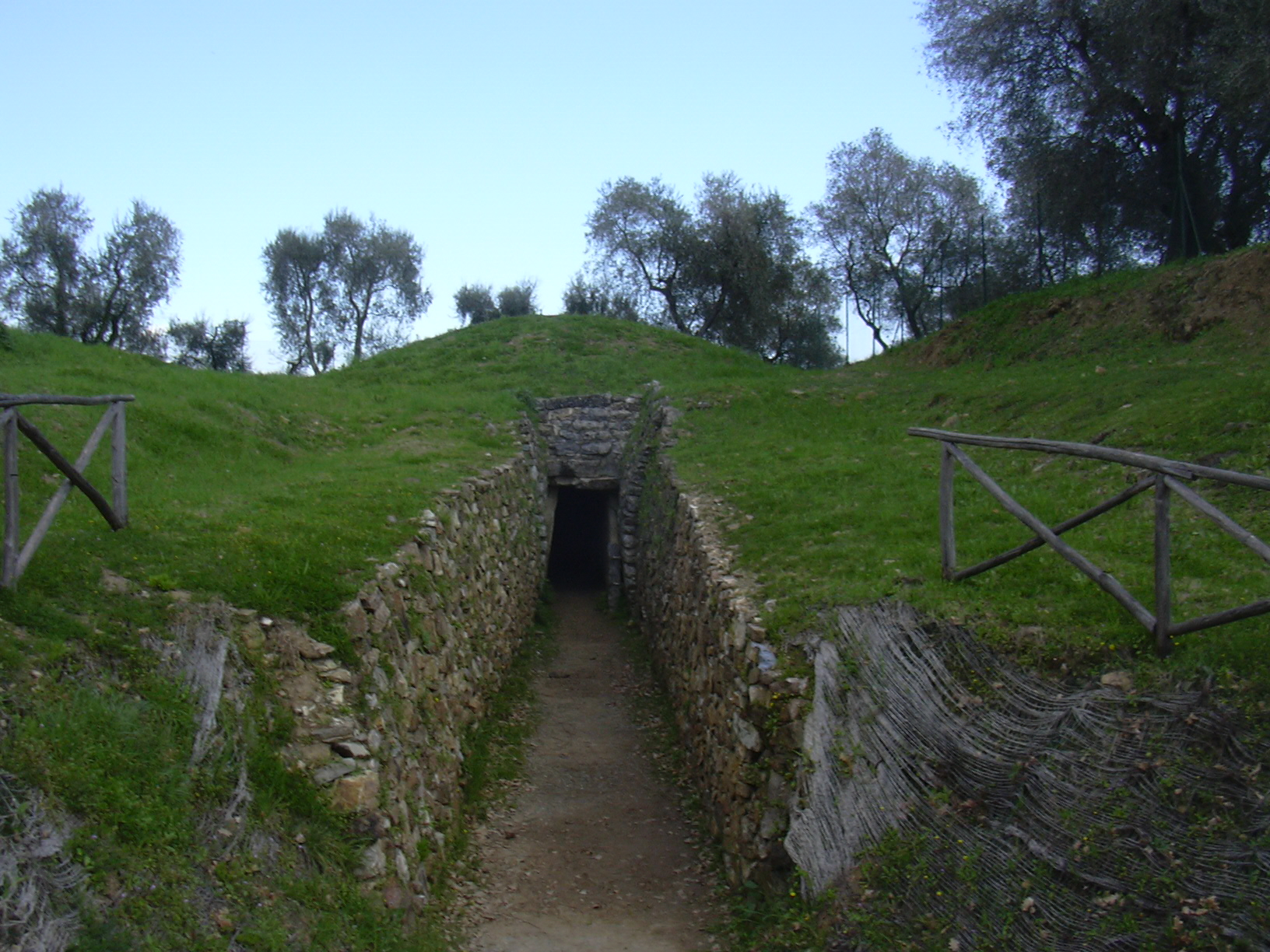
La Tomba del Diavolino.

L'area archeologica si caratterizza per le suggestive necropoli, ove sono riconoscibili cronologicamente le più antiche tombe a pozzetto dalle quali si distinguono quelle del periodo villanoviano (situate prevalentemente alla sommità dei vari colli), in cui i pozzetti si raccoglievano entro grandi cerchi in pietra. Eccezionale fu il rinvenimento di urne cinerarie a capanna del periodo villanoviano, che sono più frequenti in territorio laziale.
Dell'epoca etrusca sono conservate altre necropoli che inizialmente si caratterizzavano per la presenza di tombe a fossa databili fra l'VIII e il VII secolo a.C., via via sostituite da rudimentali tombe a tumulo, accolte all'interno di un circolo di pietre inserite nel terreno verticalmente, fino alle grandi tombe monumentali della seconda metà del VII sec. a.C., a camera e costruite in muratura, con pietre irregolari e false volte.
Oltre al materiale villanoviano vi sono ritrovamenti relativi al VII secolo a.C., quando i corredi dei defunti presentano oggetti d'ambra, d'oro, d'argento e di bronzo che si ispirano a canoni orientali, segno dei frequenti contatti con marinai e mercanti che giungevano fin sotto la collina dove sorgeva la città. Le tombe più fastose di questo periodo sono il circolo di Bes, il circolo dei Monili, il circolo del Tridente, i due circoli delle Pellicce, il circolo dei Leoncini d'argento, la tomba del Littore e la tomba del Duce. I vetulonesi all'epoca avevano una bella fama per la lavorazione del bronzo e dei metalli preziosi: spesso le tombe ritrovate ci hanno restituito specchi, candelabri, tripodi, incensieri insieme a gioielli, fibule, orecchini talvolta in filigrana e nella lavorazione detta "a granulazione", in cui gli Etruschi furono maestri. I materiali sono di prevalente fabbricazione locale e di imitazione, mentre scarso è il vasellame greco importato e, per lo più, dall'Etruria meridionale.
Di particolare interesse sono due tombe monumentali, la tomba della Pietrera e la tomba del Diavolino II, conosciuta anche come Pozzo dell'Abate. La prima è una collina artificiale, delimitata da un tamburo di pietra che misura 60 metri di circonferenza; all'interno, due camere sovrapposte. Le sculture in pietra qui rinvenute ed esposte al Museo archeologico nazionale di Firenze, sono opere ormai mutile, anch'esse di fabbricazione locale e sembrano derivare gli spunti iconografici da oggetti in avorio o metallo. Datate alla fine del VII secolo a.C. sono forse le più antiche sculture in pietra a tutto tondo trovate in Etruria. Altre sepolture notevoli nelle vicinanze sono la tomba del Belvedere e la tomba della Fibula d'oro.